# Lill-Abborrtjärnen (Bodsjö socken, Jämtland)
Lill-Abborrtjärnen är en sjö i Bräcke kommun i Jämtland och ingår i Ljungans huvudavrinningsområde.